# Хорват, Франк
Франк Хорват (итал. Frank Horvat; 28 апреля 1928[…], Опатия, Приморско-Горанская жупания — 21 октября 2020[…], Булонь-Бийанкур) — итальянский фотограф. Работал в нескольких модных журналах и рекламных кампаниях. Устроил более сорока персональных выставок и опубликовал более двадцати книг.

## Краткая биография
Франк Хорват родился в семье врача в хорватском городе Опатия. Он посещал начальную школу в Милане. В 1939 году переезжает вместе с семьёй в город Лугано, который расположен на юге Швейцарии в италоговорящем кантоне Тичино. Там он посещает гимназию. В 1944 году в возрасте 15 лет он приобрёл свою первую фотокамеру, обменяв свою обширную коллекцию марок. В 1948 году Хорват возвратился в Италию и поступил в академию Брера в Милане на курс искусства. Через год он работал в миланском агентстве в качестве графического дизайнера. В 1951 году он представил своё первое фотографическое эссе о Южной Италии, которое опубликовал журнал Epoca. В этом же году фотограф впервые побывал в Париже, где познакомился с Робертом Капой и Анри Картье-Брессоном. В 1952 году он побывал в Индии, фотографии, которые он там сделал, были опубликованы журналом Paris Match, Picture Post и Life. Некоторые фотографии Хорвата были представлены на легендарной выставке «Семья человека». В 1959 году был принят в агентство «Магнум», но проработал там всего лишь три года. С 1964 года Хорват стал сотрудничать с такими изданиями, как Harper’s Bazaar и Elle. В последующие годы он решил сосредоточиться на фотографии моды. Франк довольно разносторонний мастер, который владеет различными жанрами — от фотографий моды и пейзажей до портретов. Хорвату не чужды и эксперименты. Помимо попыток оформления своих работ в стилях других мастеров, он также стал использовать компьютер для монтажа фотографий в традициях сюрреализма.
Для создания своих фотографий Хорват использовал 35-миллиметровую камеру и прочую репортажную технику. Это явилось причиной того, что Хорват стал основателем нового стиля, оказавшего сильное влияние на развитие современного фото в Европе и США. Его фотографии размещены во многих журналах: Jardin des Modes, Elle, Glamour, Vogue, Harper’s Bazaar, немецкого Revue, парижского L’Officiel и многих других. Помимо этого Хорват сотрудничал с дизайнерами Coco Chanel и Givenchy. На его фотографиях запечатлена жизнь знаменитых ночных клубов Парижа Le Sphynx и Crazy Horse, а также известных районов Елисейские поля, Gare Saint-Lazare и Quai du Louvre. Франк Хорват часто путешествует. В его коллекции содержится множество снимков различных стран: Индии, Пакистана, США, Японии, Греции и других.

## Изданные книги
1. LA CAPTURE DES ÉLÉPHANTS SAUVAGES, 1957 г., Париж 

2. J’AIME LA TÉLÉVISION, 1962 г., Швейцария 

3. J’AIME LE STRIP-TEASE, 1962 г., Швейцария 

4. THE TREE, 1979 г., Нью-Йорк 

5. GOETHE IN SICILIA, 1982 г., Палермо 

6. FRANK HORVAT, 1989 г., Париж 

7. ENTRE VUES, 1990 г., Париж 

8. ENTRE VUE, 1991 г. (на китайском языке) 

9. DEGAS SCULPTURES, 1991 г., Париж 

10. YAO LE CHAT BOTTÉ, 1992 г., Париж 

11. YAO THE CAT, 1993 г. (на китайском языке) 

12. INTERVIEWER FRANK HORVAT, 1994 г., Токио (на японском языке) 

13. ARBRES, 1994 г., Париж 

14. LE BESTIAIRE D’HORVAT, 1994 г., Париж 

15. BESTIARIO VIRTUALE, 1995 г., Милано 

16. PARIS-LONDRES, LONDON PARIS, 1996 г., Париж 

17. DE LA MODE ET DES JARDINS, 1996 г., Париж 

18. HORVAT — 51 PHOTOGRAPHS IN BLACK AND WHITE, 1998 г. 

19. VRAIES SEMBLANCES, 1999 г. 

20. FRANK HORVAT PHOTOPOCHE N 88, Париж 

21. A DAILY REPORT, Манчестер 

22. FIGURES ROMANES, Париж 

23. HOMENATGE A CATALUNYA, Барселона 

24. TIME MACHINE — a trip around the world, 1962—1963, Издано: 2004 г.; Лимитное издание 

25. LA VÉRONIQUE, fifty yards around my house in Provence, 2004 г.; Лимитное издание 

26. HORVAT photographie COUTURIER, 2005 г., Париж 

27. The Horvat labyrinth, 2006 г., Париж